# Lousã
A Lousã  (pronúncia em português: [lowˈzɐ̃] (escutarⓘ)) é uma vila portuguesa do Distrito de Coimbra, que pertencia à antiga província da Beira Litoral, e à antiga região do Centro (Região das Beiras), estando atualmente inserida na Região de Coimbra (NUT III), com cerca de 12 921 habitantes (2021).
A vila da Lousã é sede do município da Lousã que tem 138,40 km² de área e 17 006 habitantes (2021) e está subdividido em 4 freguesias. O município é limitado a norte por Vila Nova de Poiares, a nordeste por Arganil (numa escassa centena de metros), a leste por Góis, a sudeste por Castanheira de Pera, a sul por Figueiró dos Vinhos e a oeste por Miranda do Corvo.

## Informação geral
Situa-se na zona de transição entre as duas dinâmicas de desenvolvimento que demarcam a sub-região: de um lado, as terras mais «urbanas», mais próximas da capital regional; do outro, as mais afastadas, com carácter mais «rural». 
De entre os municípios da sub-região com variação demográfica positiva, o município da Lousã é o que possui a mais elevada (18%), superior aos valores médios da região (3,4%) e do país (4,6%). Estas duas características conferem uma certe relevância da vila da Lousã a nível regional, sendo entre as cidades de Coimbra e Oliveira do Hospital a localidade com mais população e concentração de alguns serviços.

### Educação
Além disso, a Lousã tem uma extensa rede de escolas públicas, uma secundária, quatro básicas e cinco jardins de infância e uma Pousada da Juventude. Há também uma escola profissional (pública igualmente). Respeito ao ensino privado, há vários centros.

## Usos do solo municipal
O território municipal está dividido nestes termos:
- Floresta - 58,6 %
- Agrícola - 17,2 %
- Baldios - 22,1 %
- Social - 2 %
- Águas internas - 0,1 %

## História

### Pré-história
Os primeiros sinais da presença humana na Lousã datam do período "Paleolítico Inferior", há cerca de meio milhão de anos.[carece de fontes?]
Recentemente foram descobertos dezenas de sítios com artefactos em pedra talhada (nomeadamente bifaces, Machados de Mão e grandes Lascas corticais, atribuídas à indústria Acheulense).
Estes novos sítios arqueológicos e os seus artefactos aportam novos conhecimentos para a compreensão da Pré-história no município da Lousã e dos grupos de caçadores recolectores que por aqui habitavam.[carece de fontes?]
Inicialmente, dizem-nos que o sítio arqueológico estudado da Quinta do Conde de Foz de Arouce não é um caso isolado no município da Lousã e que existem inúmeros paralelos ao longo do Rio Ceira, nos mais diversos terraços e a diferentes altitudes.[carece de fontes?]
Os artefactos recolhidos demonstram, através do historial de pesquisas na Quinta do Conde de Foz de Arouce (ver tese de mestrado "Contribuição para o Estudo da Pré História do Vale do Ceira: As indústrias líticas da Quinta do Conde de Foz de Arouce") e do seu estudo, que eram objectos funcionais utilizados, principalmente, para o descarne de animais selvagens.[carece de fontes?]
Tanto as grandes lascas corticais, como os machados de mão e os bifaces, são ferramentas de descarne extremamente eficazes e identificadas como sendo da cultura Acheulense.[carece de fontes?]
Pelo tamanho e peso dos artefactos, poderemos deduzir que foram elaborados a pensar no descarne de animais de grande porte como, por exemplo, Elefantes (Elephas (Palaeoloxodon) antiquus e Palaeoloxodon antiquus), Rinocerontes (Coelodonta antiquitatis e Stephanorhinus kirchbergensis), Hipopótamos (Hippopotamus antiquus) entre outra mega fauna pleistocénica já extinta e documentada, durante o período de elaboração desta tecnologia, por toda a Península Ibérica, sendo uma importante fonte de subsistência para os caçadores recolectores que por aqui deambulavam.[carece de fontes?]
Estes artefactos não foram realizados por seres humanos plenamente modernos (Homo sapiens) mas sim por uma espécie de hominídeo já extinta, que é encontrado associado a esta cultura tecnológica e que perdurou durante mais de um milhão de anos, sendo a tecnologia dominante durante a maioria da evolução humana.[carece de fontes?]

### Período romano
Do período romano encontramos exemplos que o provam, como restos funerários, utensílios de vidro e metal, moedas e até vestígios das comunicações terrestes romanas. Sabe-se que a zona do vale do rio Ceira e na Serra da Lousã houve explorações mineiras de metais como o ouro.

### Período germânico e muçulmano
Desde o começo das invasões germânicas até 943 não há mais informação; nesse ano tem-se memória de um tratado entre Zuleima Abaiud e o abade Mestúlio do Mosteiro de Lorvão, e nele menciona-se o topónimo Arauz que está relacionado com o Castelo de Arouce.

### Reconquista

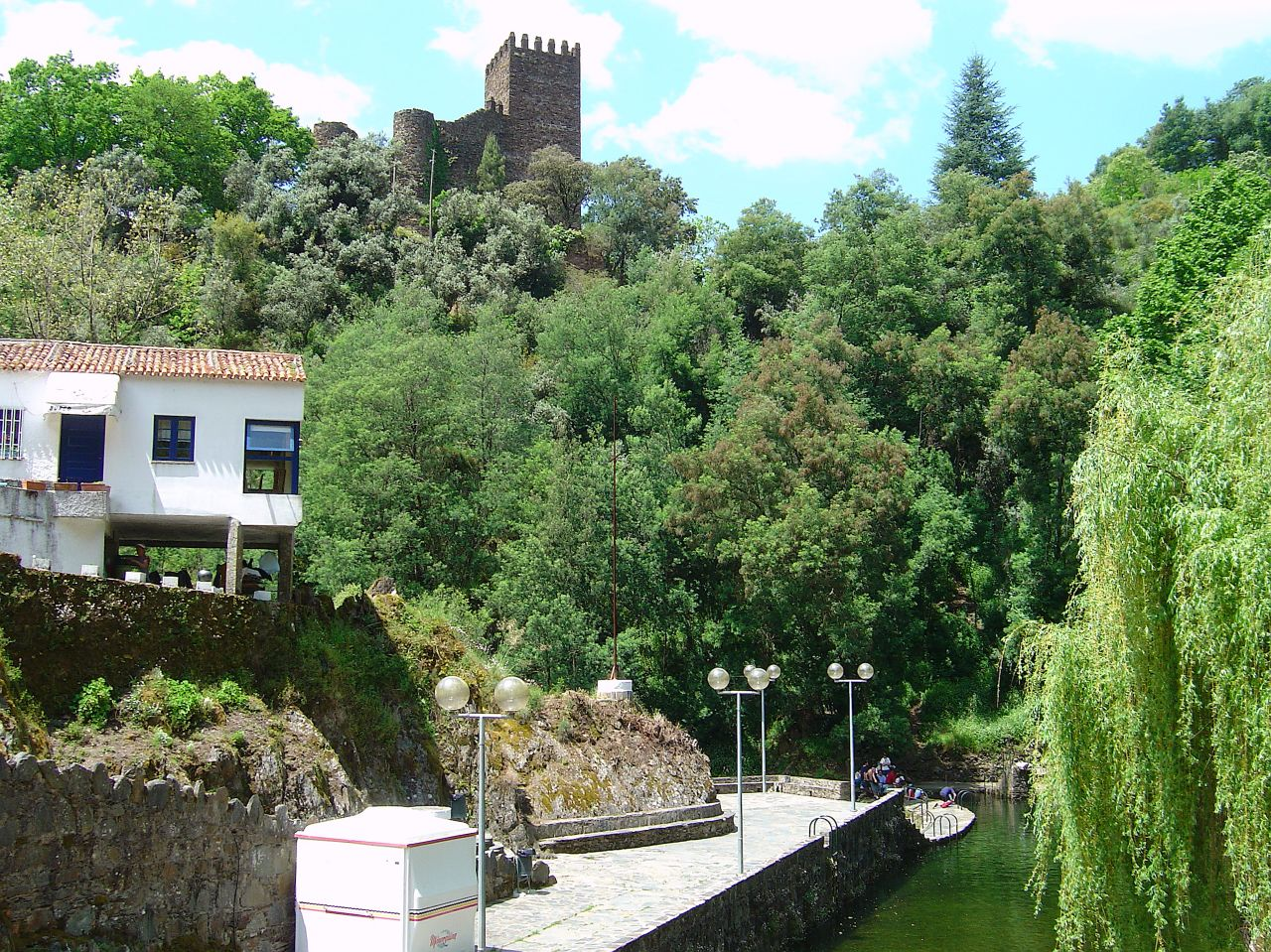
Castelo de Arouce (Castelo da Lousã).

Depois da conquista permanente pelo Reino de Leão da cidade de Coimbra em 1064, a repovoação do território fez-se mais intensa. Atribui-se ao alcaide Sesnando Davides a ordem de fortificar e de reconstruir as edificações, entre elas o Castelo de Arouce (Castelo da Lousã). Do domínio muçulmano, há várias lendas que explicam a fundação do Castelo e outras sobre a vila. Em 1151 o rei Afonso Henriques deu-lhe carta de foral.

### Idade Moderna e Contemporânea
Em 1513 recebeu uma nova carta de foral pelo rei Manuel I.
Mas foi no século XVIII quando a Lousã começou a modernizar-se, estes avanços puseram-na vanguarda frente a outras vilas. Os episódios mais marcantes deste processo foi a chegada em 1906 do comboio, melhorando desta maneira as comunicações terrestes seguindo a política de inovação e desenvolvimento iniciada pelo ministro Fontes Pereira de Melo e em 1924 a chegada da energia elétrica. Contudo, houve duas pausas neste processo que foram as Guerras Napoleónicas na qual em 1811 teve lugar o Combate de Foz de Arouce (sendo Foz de Arouce uma povoação do município da Lousã), e a Guerra Civil Portuguesa, que fizeram de Portugal um país atrasado tecnológica e industrialmente frente a outras nações europeias.
O perímetro urbano antigo ia desde o fim da Serra até onde hoje situa-se mais ou menos a câmara municipal, depois do século XIX espalhou-se por toda a bacia da Lousã. Em 1888 começou a funcionar o hospital, o matadouro em 1893, o teatro velho, a nova igreja matriz em 1874, etc.

## Transportes e comunicações
A Lousã pelo geral tem boas comunicações terrestres, estando ligada pela EN342 a Miranda do Corvo, a Vilarinho e a Góis, pela EN17 (Estrada da Beira) a Coimbra e Vila Nova de Poiares, pela EN236 a Castanheira de Pera e à localidade de Ponte Velha sob forma de variante onde entronca na EN17. Além disso, é de referir que a EN2 chega a entrar no município por algumas centenas de metros num dos extremos deste e que existem outras estradas municipais entre as aldeias. Tem um aeródromo (apenas está disponível para voos visuais e para aviões ligeiros com um peso inferior a 5700 kg) e a rede de autocarros Metro Mondego, a qual está a suplantar temporariamente o serviço anteriormente coberto pelos comboios que foi desmantelado e que está a ser reconvertido em Metrobus, porém as obras estão congeladas.

## Evolução da população do município
| Número de habitantes | Número de habitantes | Número de habitantes | Número de habitantes | Número de habitantes | Número de habitantes | Número de habitantes | Número de habitantes | Número de habitantes | Número de habitantes | Número de habitantes | Número de habitantes | Número de habitantes | Número de habitantes | Número de habitantes | Número de habitantes |
| -------------------- | -------------------- | -------------------- | -------------------- | -------------------- | -------------------- | -------------------- | -------------------- | -------------------- | -------------------- | -------------------- | -------------------- | -------------------- | -------------------- | -------------------- | -------------------- |
| 1864                 | 1878                 | 1890                 | 1900                 | 1911                 | 1920                 | 1930                 | 1940                 | 1950                 | 1960                 | 1970                 | 1981                 | 1991                 | 2001                 | 2011                 | 2021                 |
| 9 535                | 10 415               | 10 868               | 11 685               | 12 622               | 11 944               | 12 905               | 14 525               | 15 442               | 13 900               | 12 750               | 13 020               | 13 447               | 15 753               | 17 604               | 17 006               |

(Obs.: Número de habitantes "residentes", ou seja, que tinham a residência oficial neste município à data em que os censos  se realizaram.)
De acordo com os dados do INE o distrito de Coimbra registou em 2021 um decréscimo populacional na ordem dos 5.0% relativamente aos resultados do censo de 2011. No concelho da Lousã esse decréscimo rondou os 3.4%. 
| Número de habitantes por Grupo Etário | Número de habitantes por Grupo Etário | Número de habitantes por Grupo Etário | Número de habitantes por Grupo Etário | Número de habitantes por Grupo Etário | Número de habitantes por Grupo Etário | Número de habitantes por Grupo Etário | Número de habitantes por Grupo Etário | Número de habitantes por Grupo Etário | Número de habitantes por Grupo Etário | Número de habitantes por Grupo Etário | Número de habitantes por Grupo Etário | Número de habitantes por Grupo Etário | Número de habitantes por Grupo Etário |
| ------------------------------------- | ------------------------------------- | ------------------------------------- | ------------------------------------- | ------------------------------------- | ------------------------------------- | ------------------------------------- | ------------------------------------- | ------------------------------------- | ------------------------------------- | ------------------------------------- | ------------------------------------- | ------------------------------------- | ------------------------------------- |
|                                       | 1900                                  | 1911                                  | 1920                                  | 1930                                  | 1940                                  | 1950                                  | 1960                                  | 1970                                  | 1981                                  | 1991                                  | 2001                                  | 2011                                  | 2021                                  |
| 0-14 Anos                             | 3 981                                 | 4 570                                 | 3 504                                 | 4 196                                 | 4 498                                 | 4 369                                 | 3 539                                 | 3 230                                 | 3 079                                 | 2 443                                 | 2 480                                 | 2 780                                 | 2 257                                 |
| 15-24 Anos                            | 1 942                                 | 2 182                                 | 2 374                                 | 2 489                                 | 2 499                                 | 2 637                                 | 2 397                                 | 1 815                                 | 1 927                                 | 2 096                                 | 2 120                                 | 1 789                                 | 1 773                                 |
| 25-64 Anos                            | 4 538                                 | 4 680                                 | 4 951                                 | 5 593                                 | 6 067                                 | 6 633                                 | 6 473                                 | 6 025                                 | 5 926                                 | 6 562                                 | 8 466                                 | 9 878                                 | 9 088                                 |
| = ou > 65 Anos                        | 893                                   | 886                                   | 744                                   | 1 069                                 | 1 234                                 | 1 411                                 | 1 491                                 | 1 680                                 | 2 088                                 | 2 346                                 | 2 687                                 | 3 157                                 | 3 888                                 |

(Obs: De 1900 a 1950 os dados referem-se à população "de facto", ou seja, que estava presente no município à data em que os censos se realizaram. Daí que se registem algumas diferenças relativamente à designada população residente)

## Política

### Eleições autárquicas
Fonte: Marktest 
| Data | %     | V     | %       | V       | %       | V       | %            | V            | %              | V      | %              | V  | %              | V       | %              | V  | Participação |                |
| Data | PS    | PS    | PPD/PSD | PPD/PSD | CDS-PP  | CDS-PP  | FEPU/APU/CDU | FEPU/APU/CDU | UDP/BE         | UDP/BE | AD             | AD | PSD-CDS        | PSD-CDS | CH             | CH | Participação |                |
| ---- | ----- | ----- | ------- | ------- | ------- | ------- | ------------ | ------------ | -------------- | ------ | -------------- | -- | -------------- | ------- | -------------- | -- | ------------ | -------------- |
| Data | 1976  | 42,42 | 3       | 27,02   | 1       | 15,28   | 1            | 6,84         | -              |        |                |    |                |         |                |    |              | 55,38 / 100,00 |
| 1979 | 38,71 | 2     | 40,88   | 3       |         |         | 12,74        | -            | 3,56           | -      | 62,58 / 100,00 |    |                |         |                |    |              |                |
| 1982 | 50,36 | 3     | AD      | AD      | AD      | AD      | 6,82         | -            |                |        | 37,94          | 2  | 68,81 / 100,00 |         |                |    |              |                |
| 1985 | 57,22 | 5     | 26,60   | 2       | 6,31    | -       | 5,93         | -            |                |        | 64,93 / 100,00 |    |                |         |                |    |              |                |
| 1989 | 61,72 | 5     | 28,64   | 2       | 1,90    | -       | 3,84         | -            | 68,56 / 100,00 |        |                |    |                |         |                |    |              |                |
| 1993 | 59,49 | 5     | 28,20   | 2       | 3,94    | -       | 3,73         | -            | 67,54 / 100,00 |        |                |    |                |         |                |    |              |                |
| 1997 | 61,14 | 5     | 25,98   | 2       | 4,18    | -       | 4,22         | -            | 65,38 / 100,00 |        |                |    |                |         |                |    |              |                |
| 2001 | 66,74 | 6     | 18,66   | 1       | 4,70    | -       | 3,38         | -            | 2,18           | -      | 63,68 / 100,00 |    |                |         |                |    |              |                |
| 2005 | 55,75 | 5     | 32,19   | 2       | 1,32    | -       | 3,25         | -            | 3,02           | -      | 64,15 / 100,00 |    |                |         |                |    |              |                |
| 2009 | 57,21 | 5     | 32,07   | 2       |         |         | 2,65         | -            | 5,04           | -      | 60,76 / 100,00 |    |                |         |                |    |              |                |
| 2013 | 66,38 | 6     | CDS-PP  | CDS-PP  | PPD/PSD | PPD/PSD | 3,88         | -            | 4,22           | -      | 17,73          | 1  | 53,58 / 100,00 |         |                |    |              |                |
| 2017 | 65,85 | 6     | 19,99   | 1       |         |         | 3,41         | -            | 5,18           | -      |                |    | 53,55 / 100,00 |         |                |    |              |                |
| 2021 | 52,94 | 4     | CDS-PP  | CDS-PP  | PPD/PSD | PPD/PSD | 2,77         | -            | 4,83           | -      | 32,04          | 3  | 2,66           | -       | 55,37 / 100,00 |    |              |                |

### Eleições legislativas

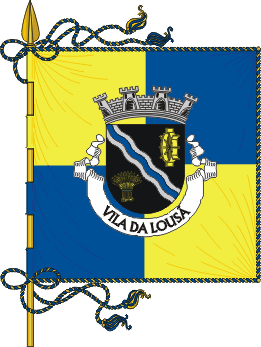
Bandeira da Lousã

| Data | %     | %     | %     | %    | %     | %     | %        | %     | %    | %     | %    | %   | %       | % | %  | %  |
| Data | PS    | PSD   | CDS   | PCP  | UDP   | AD    | APU/ CDU | FRS   | PRD  | PSN   | BE   | PAN | PSD CDS | L | CH | IL |
| ---- | ----- | ----- | ----- | ---- | ----- | ----- | -------- | ----- | ---- | ----- | ---- | --- | ------- | - | -- | -- |
| 1976 | 44,41 | 22,17 | 15,48 | 3,23 | 1,31  |       |          |       |      |       |      |     |         |   |    |    |
| 1979 | 40,24 | AD    | AD    | APU  | 2,71  | 41,49 | 7,36     |       |      |       |      |     |         |   |    |    |
| 1980 | FRS   | AD    | AD    | APU  | 1,62  | 43,14 | 6,00     | 39,23 |      |       |      |     |         |   |    |    |
| 1983 | 53,52 | 25,04 | 8,09  | APU  | 0,69  |       | 6,54     |       |      |       |      |     |         |   |    |    |
| 1985 | 37,42 | 27,89 | 6,97  | APU  | 1,05  | 7,55  | 12,10    |       |      |       |      |     |         |   |    |    |
| 1987 | 35,54 | 47,38 | 3,77  | CDU  | 0,37  | 3,98  | 2,50     |       |      |       |      |     |         |   |    |    |
| 1991 | 38,32 | 49,32 | 2,52  | CDU  |       | 2,74  | 0,47     | 1,51  |      |       |      |     |         |   |    |    |
| 1995 | 55,05 | 31,23 | 6,03  | CDU  | 0,54  | 2,74  |          | 0,16  |      |       |      |     |         |   |    |    |
| 1999 | 55,89 | 28,83 | 6,20  | CDU  |       | 3,60  |          | 1,50  |      |       |      |     |         |   |    |    |
| 2002 | 49,03 | 35,05 | 6,71  | CDU  | 2,82  | 2,69  |          |       |      |       |      |     |         |   |    |    |
| 2005 | 52,86 | 25,89 | 5,29  | CDU  | 3,70  | 6,63  |          |       |      |       |      |     |         |   |    |    |
| 2009 | 43,51 | 25,73 | 7,94  | CDU  | 4,02  | 11,70 |          |       |      |       |      |     |         |   |    |    |
| 2011 | 34,13 | 36,95 | 9,17  | CDU  | 4,40  | 5,87  | 1,40     |       |      |       |      |     |         |   |    |    |
| 2015 | 39,00 | CDS   | PSD   | CDU  | 4,90  | 11,28 | 1,14     | 33,70 | 0,51 |       |      |     |         |   |    |    |
| 2019 | 44,09 | 22,40 | 2,80  | CDU  | 4,04  | 11,63 | 3,29     |       | 0,79 | 0,89  | 0,84 |     |         |   |    |    |
| 2022 | 49,18 | 25,74 | 1,16  | CDU  | 2,43  | 5,94  | 1,40     | 0,90  | 6,42 | 3,16  |      |     |         |   |    |    |
| 2024 | 34,54 | AD    | AD    | CDU  | 26,88 | 1,88  | 6,54     | 1,98  | 3,07 | 15,88 | 3,49 |     |         |   |    |    |

## Heráldica
De negro com uma banda ondada de prata e de azul, acompanhada por um rodízio de ouro com oito pás do mesmo metal e por um molho de espigas de trigo de ouro atado de verde. Coroa mural de prata de quatro torres. Bandeira amarela e azul. Cordões e borlas de ouro e azul. Listel branco com letras pretas. Lança e haste dourada.— Paços do Governo da República, 2 de julho de 1931.
O Ministro da Administração Interna, António Lopes Mateus
- O preto simboliza a honestidade e a terra;[26]
- As espigas em ouro representam a agricultura local;[26]
- A roda móvel simboliza a notável indústria do papel;[26]
- Os rios são representados por riscas onduladas de cor azul e prata;[26]
- A coroa mural de quatro torres é a que levam as vilas.[26]

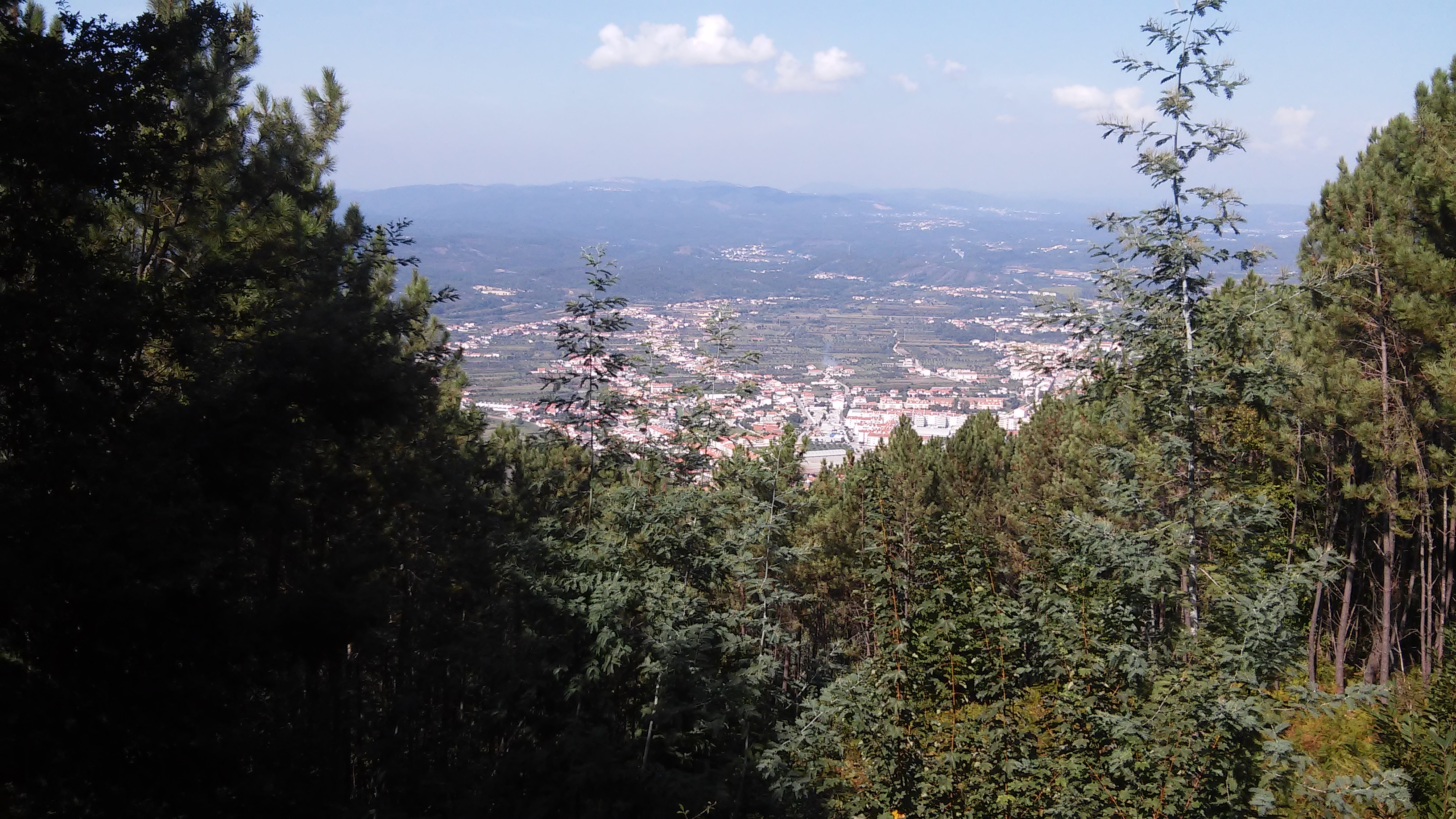
Vista da Lousã desde a Serra da Lousã.

## Artesanato e produtos tradicionais

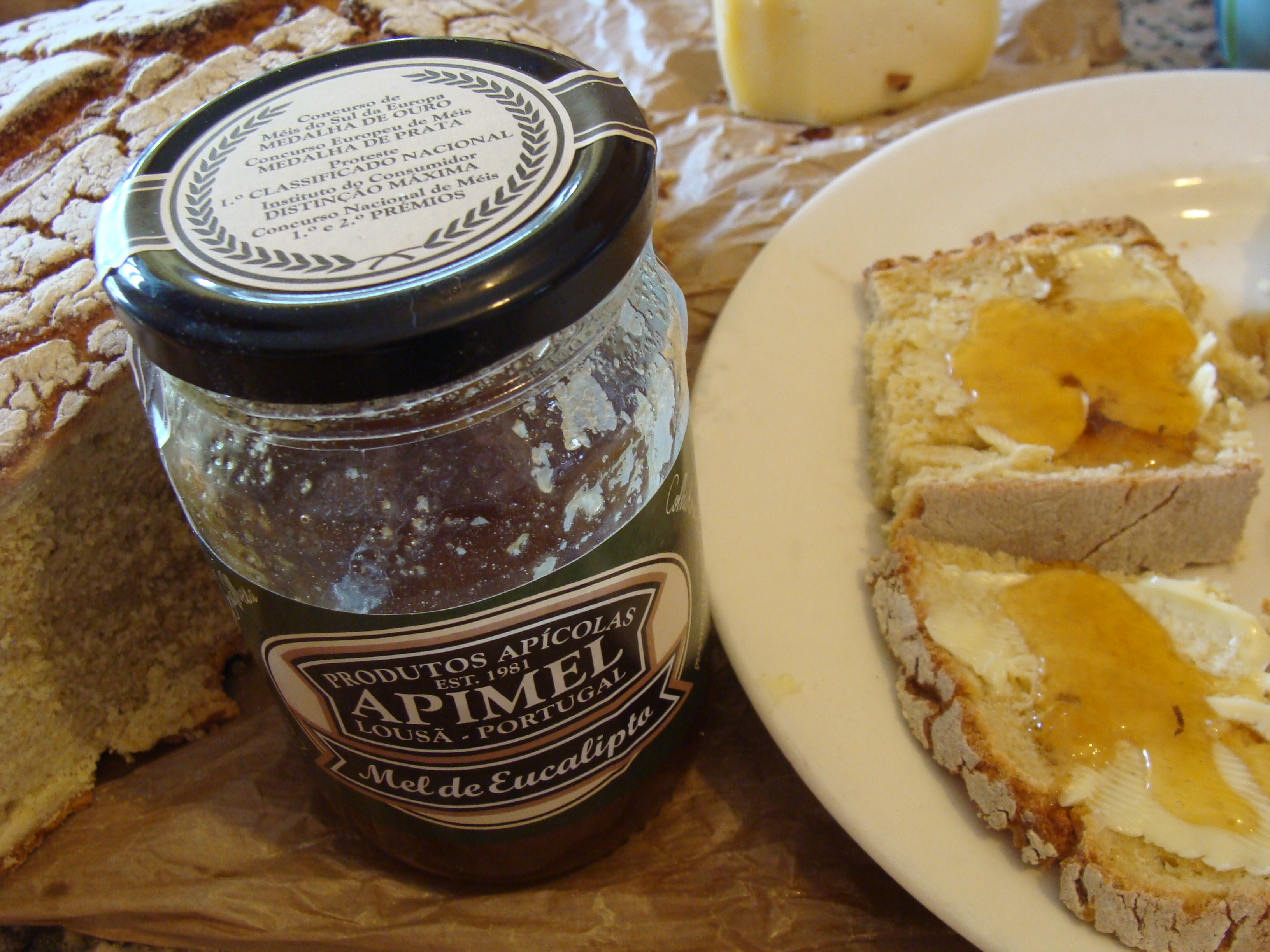
Um pote de uma marca de Mel da Lousã.

A vila da Lousã carateriza-se pela sua "mistura" da modernidade com a tradição; os trabalhos artesanais são: a fabricação de cestos, trabalhos em xisto, bijuteria, trabalhos em madeira e em papel, cerâmica e costura.
Além dos trabalhos artesanais, a Lousã também é conhecida pelos seus vinhos, pelos seus licores (o mais conhecido a nível português é o Licor Beirão), pela sua mel DOP da Serra, pelos seus doces e pelas suas plantas.

## Freguesias

Freguesias do município da Lousã.

O município da Lousã está dividido em 4 freguesias:
- Foz de Arouce e Casal de Ermio[30]
- Gândaras[31]
- Lousã e Vilarinho[32]
- Serpins[33]

## Património arquitectónico
- Pelourinho da Lousã (Monumento Nacional)[34]
- Castelo da Lousã (Monumento Nacional)[35]
- Casa do Arco ou Casa dos Magalhães Mexias
- Casa dos Lopes Quaresma
- Fábrica de Papel do Boque[36]
- Palácio dos Salazares ou Casa da Viscondessa de Espinhal /Palácio dos Viscondes do Espinhal[37]
- Casa de Baixo
- Casa de Santa Rita
- Casa do Fundo de Vila
- Casa dos Condes de Foz de Arouce ou Casa da Foz de Arouce[38][39]
- Aldeias serranas do concelho da Lousã[40]
- Pelourinho de Serpins[41]
- Capela da Misericórdia da Lousã
- Casa da Rua Nova ou Casa de Cima
- Igreja Paroquial de Vilarinho ou Igreja de São Pedro
- Capela de Santa Rita
- Casa do Comendador Montenegro ou Casa de São Pedro[42]
- Casa de S. Bento, do Regueiro ou de Júlio de Lemos
- Casa da Quinta de Baixo ou Casa da Quinta de S. José
- Capela do Reguengo
- Casa da Lagartixa
- Centro de Saúde da Lousã[43][44]
- Novo Centro de Saúde da Lousã[45]
- Casa dos Feios de Carvalho

## Património natural e cultural
- Serra da Lousã[46]
- Aldeias de Xisto[47][48]
- Castelo da Lousã[49]
- Casas Senhoriais da Lousã[47][48]
- Piscinas Naturais da Lousã[50][51]

## Cultura
- Museu Etnográfico Dr. Louzã Henriques[52]
- Museu Municipal Professor Álvaro Viana de Lemos[53]
- Casa-Museu Carlos Reis[54] (por inaugurar)

## Povoações gémeas
- Prades[55]
- Santos[56]

## Personagens ilustres
- António de Sousa Horta Sarmento Osório
- Bento Rodrigues
- Carlos Alberto Vidal
- Francisco Fernandes Costa
- Francisco Maria Supico
- Vicente Ferrer Neto de Paiva